# Cloritoit
Cloritoit là một khoáng vật silicat đảo có nguồn gốc biến chất, có công thức hóa học là (Fe,Mg,Mn)2Al4Si2O10(OH4). Nó hình thành ở dạng tinh thể đơn tà (hoặc tam tà) kiểu mica màu xám xanh đến đen và phiến, đặc biệt có mặt trong các đá phyllit, schist và đá hoa.
Cloritoit được miêu tả đầu tiên năm 1837 ở dạng địa phương ở vùng núi Ural của Nga.